# Szécsénke
Szécsénke (szlovákul: Sečianka) község Nógrád vármegyében, a Balassagyarmati járásban.

## Fekvése
A Cserhát magaslatai közt fekszik; a közvetlenül határos települések: észak felől Kisecset, kelet felől Becske, délkelet felől Nógrádkövesd, délnyugat felől Legénd, északnyugat felől pedig Kétbodony. A legközelebbi város Romhány, mintegy 7,5 kilométerre nyugat-északnyugati irányban.

### Megközelítése
Csak közúton érhető el, Nógrádkövesd vagy Kétbodony érintésével, a 2116-os úton. Budapest felől nagyságrendileg azonos időtartamú utazással érhető el (gépjárművel) Vác-Rétság, illetve Aszód érintésével.
Vasútvonal nem érinti; a legközelebbi vasúti csatlakozási lehetőséget az Aszód–Balassagyarmat–Ipolytarnóc-vasútvonal Nógrádkövesd vasútállomása kínálja, mintegy 3 kilométerre délkeletre.

## Története
Szécsénke már a középkorban fennállt. 1585-1586-ban mint Hasszán szécsényi szandzsák bég hűbérbirtoka volt ismert. Később a falu elpusztult, neve még az 1715-1720. évi összeírásokban sem fordult elő.  Az 1770. évi úrbéri lajstromokban két helységként szerepelt: Alsó- és Felső-Szécsénke néven. Ekkor több birtokosa is volt: többek között Fülöp János, Fekete András, Zsembery Márton, Párnitczky András, Mihályi Ignácz, Siposs János, Bolgár László, Dóka Ferenc, Kolozsányi András, Fülöp Sándor és Ferenc és Széchényi Ferenc birtoka volt. 1826 a körül a Sembery család, majd utána Baloghy László, a 20. század elején pedig Balás Lajos rozsnyói püspök volt a legnagyobb birtokosa.

## Közélete

### Polgármesterei
- 1990–1994: Hajzsel Miklós (független)[3]
- 1994–1998: Hajzsel Miklós (független)[4]
- 1998–2002: Hajzsel Miklós (független)[5]
- 2002–2006: Hajzsel Miklós (független)[6]
- 2006–2010: Hajzsel Miklós (független)[7]
- 2010–2014: Hajzsel Miklós (független)[8]
- 2014–2019: Hevér Boglárka (független)[9]
- 2019–2024: Hevér Boglárka (független)[10]
- 2024– : Hevér Boglárka (független)[1]

## Népesség
A település népességének változása:
| Lakosok száma | 199  | 196  | 195  | 189  | 202  | 195  | 195  |
|               | 2013 | 2014 | 2015 | 2021 | 2022 | 2023 | 2024 |

2001-ben a település lakosságának 100%-a magyar nemzetiségűnek vallotta magát.
A 2011-es népszámlálás során a lakosok 94,4%-a magyarnak, 0,5% szlovák mondta magát (5,6% nem nyilatkozott; a kettős identitások miatt a végösszeg nagyobb lehet 100%-nál). A vallási megoszlás a következő volt: római katolikus 75,3%, református 0,5%, evangélikus 4,5%, felekezeten kívüli 7,1% (12,1% nem nyilatkozott).
2022-ben a lakosság 93,6%-a vallotta magát magyarnak, 2% cigánynak, 1% szlováknak, 0,5% ukránnak, 0,5% németnek, 4% egyéb, nem hazai nemzetiségűnek (5,4% nem nyilatkozott; a kettős identitások miatt a végösszeg nagyobb lehet 100%-nál). Vallásuk szerint 54,5% volt római katolikus, 3% református, 3% evangélikus, 1% izraelita, 1% ortodox, 3% egyéb katolikus, 9,4% felekezeten kívüli (22,8% nem válaszolt).

## Nevezetességei
- Római katolikus templom - 1895-ben épült.

## Külső hivatkozások
- Szécsénke honlapja
- Szécsénke az Ipoly-menti Palócok Honlapján